# Gerry Byrne
Gerald Byrne (Manchester, 1938. augusztus 29. – Wrexham, 2015. november 28.) világbajnok angol válogatott labdarúgó.
Az angol válogatott tagjaként részt vett az 1966-os világbajnokságon.

## Sikerei, díjai
Liverpool
- Angol bajnok (2): 1963–64, 1965–66
- Angol kupa (1): 1964–65
- Angol szuperkupa (3): 1964, 1965, 1966

Anglia
- Világbajnok (1): 1966